# 親しきその名
親しきその名（したしきそのな、チングナン イルム、朝鮮語: 친근한 이름）は、朝鮮民主主義人民共和国の歌。
1990年発表。作詞は崔俊慶、作曲は李鍾旿。親しき名、親しい名前、親近なる名前など、いくつか訳例がある。

## 概要
詩人である崔俊慶によって作詞された。『金正日』および『金正日という名前』について称える歌である。通常、歌であっても金正日という固有名詞の後には同志や将軍といった敬称がつけられることがほとんどであるが、この歌詞においてはそれが無いのが特徴である。2021年2月に開催された光明星節記念公演において、金正恩が第1部公演でこの曲が演奏された後、そして第2部公演終了後の計2度この曲をアンコールしたことが注目された。